# Рівердейл (Небраска)
Рівердейл (англ. Riverdale) — селище (англ. village) в США, в окрузі Баффало штату Небраска. Населення — 247 осіб (2020).

## Географія
Рівердейл розташований за координатами 40°47′2″ пн. ш. 99°9′38″ зх. д. / 40.78389° пн. ш. 99.16056° зх. д. (40.783887, -99.160459).  За даними Бюро перепису населення США в 2010 році селище мало площу 0,68 км², уся площа — суходіл.

## Демографія
Згідно з переписом 2010 року, у селищі мешкали 182 особи в 73 домогосподарствах у складі 54 родин. Густота населення становила 266 осіб/км².  Було 88 помешкань (129/км²).
Расовий склад населення:
| - 97,8 % — білих |

До двох чи більше рас належало 2,2 %. Частка іспаномовних становила 0,5 % від усіх жителів.
За віковим діапазоном населення розподілялося таким чином: 23,1 % — особи молодші 18 років, 61,5 % — особи у віці 18—64 років, 15,4 % — особи у віці 65 років та старші. Медіана віку мешканця становила 37,6 року. На 100 осіб жіночої статі у селищі припадало 97,8 чоловіків;  на 100 жінок у віці від 18 років та старших — 97,2 чоловіків також старших 18 років.
Середній дохід на одне домашнє господарство  становив 64 226 доларів США (медіана — 60 000), а середній дохід на одну сім'ю — 69 306 доларів (медіана — 75 625). За межею бідності перебувало 6,0 % осіб, у тому числі 17,1 % дітей у віці до 18 років та 0,0 % осіб у віці 65 років та старших.
Цивільне працевлаштоване населення становило 97 осіб. Основні галузі зайнятості: освіта, охорона здоров'я та соціальна допомога — 29,9 %, виробництво — 23,7 %, будівництво — 13,4 %, роздрібна торгівля — 9,3 %.